# 鳥飼茜
鳥飼 茜（とりかい あかね、1981年8月13日 - ）は日本の漫画家。大阪府出身。元夫で漫画家の浅野いにおとは2022年に離婚。
高校卒業後、京都市立芸術大学へ進学。在学中に描いた漫画が雑誌の漫画賞を受賞。

## 略歴等
- 「鳥飼茜」はペンネームであり、名付け親は大学時代の友人[6][7]。
- 大の“引越し好き”。父が家具職人だった影響もあってか、昔はよく自ら家具を作ったりリメイクしていたという[8]。
- 2004年に『別冊少女フレンドDX Juliet』でデビュー。読み切り漫画を掲載していた[5]。しかし、少女漫画にフィットせず、実際にいるような人物しか描けずかっこいい男の子が描けなかったという。その頃、青年誌『ヤングマガジン』の古谷実のアシスタントを1年半ほど務めていた[5]。
- 2008年に結婚後、男児を授かるも2010年に離婚。その後、1年半の交際を経て2018年9月に浅野いにおと子連れ再婚する。（浅野の希望で別居婚[9][10]。）また、息子を転校させないため、息子は平日は元夫の自宅で過ごさせ、週末に迎えに行き一緒に過ごす生活スタイルをとる[11]。2022年春に離婚[3]。
- 2010年に『月刊モーニングtwo』にて『おはようおかえり』で青年誌初連載。
- 2014年、『おはようおかえり』が『このマンガがすごい!2014』オンナ編第9位を記録。2015年には、「第39回講談社漫画賞」一般部門にて『おんなのいえ』がノミネート[12]。
- 自分への楽しみと読者への誠実さから紙への手書きにこだわり、デジタル・パソコンで描かない。高価なスクリーントーンの代わりにグレーのカラーマーカーで塗ってしまう。自分の今までの全部の時間、過去の自分を「総動員しているか」を大切にしているという。きつい現実であっても描く漫画であり、現実逃避ができる漫画ではないという。[13]

## 作品リスト
- ドラマチック
- わかってないのはわたしだけ
- おはようおかえり（2010年 - 2013年、『月刊モーニングtwo』、全5巻）
- おんなのいえ（2012年 - 2016年、『BE・LOVE』、全8巻）
- 先生の白い嘘（2013年 - 2017年、『月刊モーニングtwo』、全8巻）
- 地獄のガールフレンド（2014年 - 2017年、『FEEL YOUNG』、全3巻）
- ユー ガッタ ラブソング 鳥飼茜短編集（2015年、講談社、全1巻）
- ロマンス暴風域（2016年10月 ‐ 2018年12月、『週刊SPA!』、全2巻）
- 前略、前進の君（2015年 - 、『Maybe!』、全1巻）
- マンダリン・ジプシーキャットの籠城（2017年6月 - 、『ダ・ヴィンチ』、全2巻）
- 漫画みたいな恋ください（2018年、筑摩書房）
- サターンリターン（2019年1月[14] - 2022年10月[15]、『ビッグコミックスピリッツ』、全10巻）
- バッドベイビーは泣かない（2024年 - 、『モーニング』2024年31号[16] - 、既刊3巻）

## メディア出演
- 5時に夢中!（TOKYO MX）のコメンテーターとして以下の放送日に出演した。
  - 2018年11月6日（火曜日）
  - 2019年2月12日（火曜日）
  - 2019年6月11日（火曜日）
  - 2019年9月17日（火曜日）
- セブンルール（2020年5月26日、フジテレビ系列）
- 関ジャニ∞クロニクルF（2020年9月14日、フジテレビ系列）
- グータンヌーボ2（2021年1月26日、関西テレビ）
- 踊る!さんま御殿!!（2024年1月23日、日本テレビ系）[17]